# Gadencourt
Gadencourt es una localidad y comuna francesa situada en la región de Alta Normandía, departamento de Eure, en el distrito de Évreux y cantón de Pacy-sur-Eure.

## Demografía
| 146 | 161 | 181 | 144 | 280 | 343 |
| Para los censos de 1962 a 1999 la población legal corresponde a la población sin duplicidades (Fuente: INSEE [Consultar]) |     |     |     |     |     |

## Administración

### Alcaldes
- Desde marzo de 2008: Alain Gueneau
- De marzo de 2001 a marzo de 2008: Geneviève Lempereur